# جنگ اونین
شورش اونین یا جنگ اونین (به ژاپنی: 応仁の乱 Ōnin no Ran) جنگی بود که بر سر مسئلهٔ جانشینی آشیکاگا یوشی‌ماسا (۱۴۹۰–۱۴۳۵) بین دو خاندان قدرتمند ژاپن درگرفت. در این جنگ هوسوکاوا کاتسوموتو که طرفدار برادر شوگون بود تحت عنوان سپاه شرقی با یامانا موچی‌تویو (سوزن) که از پسر شوگون طرفداری می‌کرد، تحت عنوان سپاه غربی در مقابل یکدیگر قرار گرفتند. مرکز اصلی این جنگ در کیوتو بود و پس از یازده سال جنگ بیش از نیمی از کیوتو سوخت و به ویرانه تبدیل شد.
این جنگ آغاز دوره سن‌گوکو یا «دوران جنگ‌های داخلی» ژاپن بود. دوره سنگوکو یک مبارزه طولانی برای سلطه فردی دایمیو (امیر محلی) بر کل ژاپن بود در طول این دوره سه نفر قصد داشتند ژاپن را تحت لوای یک حکومت متحد دربیاورند، این سه نفر عبارت بودند از اودا نوبوناگا (۱۵۸۲–۱۵۳۴)، تویوتومی هیده‌یوشی (۱۵۹۸–۱۵۳۶)، توکوگاوا ایه‌یاسو (۱۶۱۶–۱۵۴۳). در سال ۱۵۷۳ اودا نوبوناگا به دوره موروماچی (دوره موروماچی سه زیردوره دارد و آخرین زیردورهٔ آن دوره سن‌گوکو نامیده می‌شود) پایان داد و کنترل خود را بر تمام ژاپن گسترش داد.

## علت شروع
پس از مرگ سومین شوگون از شوگون‌سالاری آشی‌کاگا به نام آشیکاگا یوشی‌میتسو قدرت شوگون‌ها به دایمیوها یا امیران محلی انتقال یافت که در این میان خاندان هوسوکاوا و خاندان یامانا بسیار پرقدرت بودند و بر سر قدرت جدال داشتند.
آشی‌کاگا یوشی‌ماسا (۱۴۹۰–۱۴۳۵) بعد از برادر بزرگتر خود یوشی‌کاتسو که در کودکی به شوگونی رسید و بعد از مدتی نیز درگذشت به عنوان هشتمین شوگون در شوگون‌سالاری آشیکاگا انتخاب شد. او در سن ۲۹ سالگی نخست چون فرزندی از خود نداشت، برادر کوچکتر خود آشیکاگا یوشیمی (۹۱–۱۴۳۹) را به عنوان جانشین انتخاب کرد اما پس از گذشت یکسال همسرش هینو تومیکو فرزند پسری به دنیا آورد و یوشی‌ماسا نیز به اصرار همسر خود پسرش آشیکاگا یوشی‌هیسا (۱۴۸۹–۱۴۶۵) را به جانشینی برگزید. بر سر مسئلهٔ جانشینی بین او و برادرش اختلاف درگرفت و در نهایت این اختلاف به شورش یا جنگ اونین منجر شد.
|  |  |  |  |             |             |             |             |                      |                      |                      |                      |                       |                       |                       |                       |                       |                       |  |  | آشیکاگا یوشی‌نوری ششمین شوگون |                              |                              |                              |                              |                              |  |  |  |  |                        |                        |                        |                        |                        |                        |
|  |  |  |  |             |             |             |             |                      |                      |                      |                      |                       |                       |                       |                       |                       |                       |  |  |                              |                              |                              |                              |                              |                              |  |  |  |  |                        |                        |                        |                        |                        |                        |
|  |  |  |  |             |             |             |             |                      |                      |                      |                      |                       |                       |                       |                       |                       |                       |  |  |                              |                              |                              |                              |                              |                              |  |  |  |  |                        |                        |                        |                        |                        |                        |
|  |  |  |  | هینو تومیکو | هینو تومیکو | هینو تومیکو | هینو تومیکو | هینو تومیکو          | هینو تومیکو          |                      |                      | یوشی‌ماسا هشتمین شوگون | یوشی‌ماسا هشتمین شوگون | یوشی‌ماسا هشتمین شوگون | یوشی‌ماسا هشتمین شوگون | یوشی‌ماسا هشتمین شوگون | یوشی‌ماسا هشتمین شوگون |  |  | یوشیمی                       | یوشیمی                       | یوشیمی                       | یوشیمی                       | یوشیمی                       | یوشیمی                       |  |  |  |  | یوشی‌کاتسو هفتمین شوگون | یوشی‌کاتسو هفتمین شوگون | یوشی‌کاتسو هفتمین شوگون | یوشی‌کاتسو هفتمین شوگون | یوشی‌کاتسو هفتمین شوگون | یوشی‌کاتسو هفتمین شوگون |
|  |  |  |  | هینو تومیکو | هینو تومیکو | هینو تومیکو | هینو تومیکو | هینو تومیکو          | هینو تومیکو          |                      |                      | یوشی‌ماسا هشتمین شوگون | یوشی‌ماسا هشتمین شوگون | یوشی‌ماسا هشتمین شوگون | یوشی‌ماسا هشتمین شوگون | یوشی‌ماسا هشتمین شوگون | یوشی‌ماسا هشتمین شوگون |  |  | یوشیمی                       | یوشیمی                       | یوشیمی                       | یوشیمی                       | یوشیمی                       | یوشیمی                       |  |  |  |  | یوشی‌کاتسو هفتمین شوگون | یوشی‌کاتسو هفتمین شوگون | یوشی‌کاتسو هفتمین شوگون | یوشی‌کاتسو هفتمین شوگون | یوشی‌کاتسو هفتمین شوگون | یوشی‌کاتسو هفتمین شوگون |
|  |  |  |  |             |             |             |             |                      |                      |                      |                      |                       |                       |                       |                       |                       |                       |  |  |                              |                              |                              |                              |                              |                              |  |  |  |  |                        |                        |                        |                        |                        |                        |
|  |  |  |  |             |             |             |             | یوشی‌هیسا نهمین شوگون | یوشی‌هیسا نهمین شوگون | یوشی‌هیسا نهمین شوگون | یوشی‌هیسا نهمین شوگون | یوشی‌هیسا نهمین شوگون  | یوشی‌هیسا نهمین شوگون  |                       |                       |                       |                       |  |  | آشیکاگا یوشی‌تانه دهمین شوگون | آشیکاگا یوشی‌تانه دهمین شوگون | آشیکاگا یوشی‌تانه دهمین شوگون | آشیکاگا یوشی‌تانه دهمین شوگون | آشیکاگا یوشی‌تانه دهمین شوگون | آشیکاگا یوشی‌تانه دهمین شوگون |  |  |  |  |                        |                        |                        |                        |                        |                        |

بر سر این جانشینی هوسوکاوا کاتسوموتو که طرفدار برادر شوگون بود و یامانا موچی‌تویو (سوزِن) که از پسر شوگون طرفداری می‌کرد، در مقابل یکدیگر قرار گرفتند. از سراسر کشور سامورایی‌های طرفدار هوسوکاوا به عنوان سپاه شرقی و طرفداران یامانا به عنوان سپاه غربی جمع شدند. مرکز اصلی این جنگ در کیوتو بود و پس از یازده سال جنگ بیش از نیمی از کیوتو سوخت و به ویرانه تبدیل شد.

## نتیجه
پس از شورش پسر شوگون هشتم به شوگونی رسید و بعد از مرگ او در سن ۲۵ سالگی، پسر آشی‌کاگا یوشیمی به شوگونی برگزیده شد.
جنگ اونین سبب ضعیف شدن قدرت شوگون‌ها شد. در برخی از مناطق مردم دایمیوی محلی را برکنار کرده و حکومت مستقل تشکیل دادند؛ از آن جمله در ولایت یاماشیرو (در جنوب کیوتوی کنونی) حکومت مستقل ۸ سال ادامه داشت. همچنین در ولایت کاگا (استان ایشیکاوا کنونی) هواداران ایکو-شو یا شاخهٔ نظامی بوداگرایی با برپا کردن شورشی به نام ایکو-ایکی حکومت مستقلی را ایجاد کردند که ۱۰۰ سال ادامه داشت.

## گاهشماری
- ۱۴۴۳ آشیکاگا یوشی‌ماسا هشتمین شوگون شد.
- ۱۴۴۵ هوسوکاوا کاتسوموتو در کیوتو کانری شد.
- ۱۴۴۹ آشیکاگا شیگه‌ئوجی در کانتو مشغول به کار شد.
- ۱۴۵۷ اوتا دوکان قلعه ادو را ساخت. آشیکاگا ماساتومو برای کنترل کانتو به این منطقه فرستاده شد.
- ۱۴۶۴ آشیکاگا یوشیمی از طرف برادر بزرگترش شوگون یوشی‌ماسا در اداره امور به کار گماشته شد.
- ۱۴۶۵ آشیکاگا یوشی‌هیسا متولد شد.
- ۱۴۶۶ یامانا سوزن و هوسوکاوا کاتسوموتو در نزدیکی کیوتو سپاه جمع کردند.

آغاز جنگ
- ۱۴۶۷ در طی گسترش شورش اونین یامانا سوزن شورش کرده و معبد شوکوکو ویران شد.
- ۱۴۶۸ آشیکاگا یوشیمی (برادر کوچکترِ شوگون هشتم) به جانبداری از خاندان یامانا پرداخت.
- ۱۴۶۹ یوشی‌ماسا پسرش یوشی‌هیسا را به عنوان جانشین انتخاب کرد.
- ۱۴۷۱ بودائیان شورشی ایکو-ایکی قدرت را در شمال ژاپن به دست آوردند. آساکورا توشی‌کاگه فرماندار (شوگوی) ولایت اچیزن شد.
- ۱۴۷۳ یامانا سوزن و هوسوکاوا کاتسوموتو درگذشتند. یوشی‌ماسا که شوگون نهم شده بود، از کار برکنار شد.
- ۱۴۷۷ خاندان اوئوچی کیوتو را ترک کردند. پایان شورش اونین.

پیامد جنگ
- ۱۴۸۵ قیام‌های زراعتی در ولایت یاماشیرو (اکنون استان کیوتو.
- ۱۴۸۹ مرگ یوشی‌هیسا.
- ۱۴۹۰ پس از مرگ یوشی‌ماسا. آشیکاگا یوشی‌تانه (پسر آشیکاگا یوشیمی) دهمین شوگون شد.
- ۱۴۹۲ هوجو سوئون ارباب ولایت ایزو شد.
- ۱۴۹۳ یوشی‌تانه (شوگون دهم) برکنار شد و آشیکاگا یوشی‌زومی به عنوان شوگون یازدهم شروع به کار کرد.
- ۱۴۹۴ هوسوکاوا ماساموتو کانری (معاون شوگون) در کیوتو شد.
- ۱۴۹۵ اوداوارا، کاناگاوا تسخیر شد.
- ۱۴۹۹ آتش زدن کوه هیئی (۱۴۹۹) توسط هوسوکاوا ماساموتو
- ۱۵۰۸ خاندان اوئوچی یوشی‌تانه را به مقام خود بازگرداندند.
- ۱۵۴۵ هوجو اوجی‌یاسو از نیروهای خاندان اوئه‌سوگی در قلعه کاواگوئه شکست خورد.
- ۱۵۵۱ شکست خاندان اوئوچی توسط سوئه هاروکاتا در نبرد میاجیما.
- ۱۵۵۴ خاندان موری موفق به تصرف قلمرو خاندان اوئوچی شد.
- ۱۵۵۵ درگیری مابین اوئه‌سوگی کنشین و تاکدا شینگن در نبردهای کاواناکاجیما
- ۱۵۶۰ پیروزی اودا نوبوناگا در نبرد اوکه‌هازاما.